# 吹上村
吹上村（ふきあげむら）は栃木県の中南部、下都賀郡に属していた村である。江戸時代には有馬家の吹上藩が存在した。

## 地理
- 河川 - 永野川、赤津川

## 歴史
- 1889年（明治22年）4月1日 - 町村制施行により、吹上村、細堀村、木野地村、川原田村、野中村、宮村、千塚村、大森村、仲方村、梓村が合併し下都賀郡吹上村が成立する。
- 1954年（昭和29年）9月30日 - 大宮村、皆川村、寺尾村とともに栃木市へ編入する。

## 出身者
- 新井章吾 - 明治時代の衆議院議員